# Hipersuprafață
În geometrie o hipersuprafață este o generalizare a conceptelor de hiperplan, curbă plană și suprafață. O suprafață este o varietate sau o varietate algebrică⁠(d) de dimensiune n–1, care este încorporată într-un spațiu ambiental de dimensiune n, în general un spațiu euclidian, un spațiu afin sau un spațiu proiectiv⁠(d). Hipersuprafețele au aceeași proprietate ca și suprafețele dintr-un spațiu tridimensional, a de a fi definite de câte o singură ecuație implicită⁠(d), cel puțin local (în apropierea fiecărui punct), și uneori global.
O hipersuprafață într-un spațiu (euclidian, afin sau proiectiv) bidimensional este o curbă plană. Într-un spațiu tridimensional este o suprafață.
De exemplu, ecuația
{\displaystyle x_{1}^{2}+x_{2}^{2}+\cdots +x_{n}^{2}-1=0}
definește o hipersuprafață algebrică de dimensiunea n−1 în spațiul euclidian de dimensiunea n. Această hipersuprafață este și o varietate netedă⁠(d), și este numită hipersferă sau (n–1)-sferă.

## Hipersuprafață netedă
O hipersuprafață care este o varietate netedă se numește hipersuprafață netedă.
În Rn o hipersuprafață netedă este orientabilă⁠(d). Orice  hipersuprafață netedă compactă conexă este o curbă de nivel, și separă Rn în două componente conexe; acest lucru este legat de teorema separării Jordan–Brouwer.

## Hipersuprafață algebrică afină
O hipersuprafață algebrică este o varietate algebrică care poate fi definită printr-o singură ecuație implicită de forma
{\displaystyle p(x_{1},\ldots ,x_{n})=0,}
unde p este un polinom multivariat. În general, polinomul ar trebui să fie un ireductibil. Dacă nu este cazul, suprafața nu este o varietate algebrică, ci doar o mulțime algebrică. Poate depinde de autori sau de context dacă un polinom reductibil definește o hipersuprafață. Pentru a evita ambiguitatea este adesea folosit termenul de hipersuprafață ireductibilă.
La o varietate algebrică, coeficienții polinomului care o definește pot aparține oricărui corp fix k, iar punctele suprafeței sunt zerourile lui p în spațiul afin {\displaystyle K^{n},} unde K este o extensie închisă algebric a lui k.

### Proprietăți
Hipersuprafețele au unele proprietăți specifice care nu se întâlnesc la alte varietăți algebrice.
Una dintre principalele astfel de proprietăți este teorema zerourilor⁠(d), care afirmă că o hipersuprafață conține o anumită mulțime algebrică dacă și numai dacă polinomul care definește hipersuprafața are o putere care aparține idealului generat de polinoamele care definesc mulțimea algebrică.
Un corolar al acestei teoreme este că, dacă două polinoame ireductibile (sau, mai general, două polinoame libere de pătrate) definesc aceeași hipersuprafață, atunci unul este produsul celuilalt cu o constantă diferită de zero.
Hipersuprafețele sunt exact subvarietățile de dimensiunea n–1 ale unui spațiu afin de dimensiunea n. Aceasta este interpretarea geometrică a faptului că într-un inel de polinoame peste un corp, dimensiunea Krull a unui ideal este 1 dacă și numai dacă idealul este un ideal principal. În cazul posibilelor suprafețe reductibile, acest rezultat poate fi reformulat astfel: hipersuprafețele sunt exact mulțimile algebrice ale căror componente ireductibile au dimensiunea n–1.

### Puncte reale și raționale
O hipersuprafață reală este o hipersuprafață care este definită de un polinom cu coeficienți reali. În acest caz, corpul algebric închis peste care sunt definite punctele este, în general, corpul {\displaystyle \mathbb {C} } al numerelor complexe. Punctele reale ale unei hipersuprafețe reale sunt punctele care aparțin {\displaystyle \mathbb {R} ^{n}\subset \mathbb {C} ^{n}}. Mulțimea punctelor reale ale unei hipersuprafețe reale este partea reală a hipersuprafeței. Adesea se lasă în seama contextului dacă termenul de hipersuprafață se referă la toate punctele sau doar la partea reală.
Dacă coeficienții polinomului de definire aparțin unui corp k care nu este  închis algebric (de obicei corpul numerelor raționale, un corp finit sau un corp de numere⁠(d)), se spune că suprafața este definită peste k, iar punctele care aparțin lui {\displaystyle k^{n}} sunt raționale peste k (în cazul corpului numerelor raționale, peste k este în general omis).
De exemplu, n-sfera imaginară definită de ecuația
{\displaystyle x_{0}^{2}+\cdots +x_{n}^{2}+1=0}
este o hipersuprafață reală fără nici un punct real, care este definită peste numerele raționale. Nu are nici un punct rațional, dar are multe puncte care sunt raționale peste numerele raționale gaussiene.

## Hipersuprafață algebrică proiectivă
O hipersuprafață (algebrică) proiectivă de dimensiune n–1 într-un spațiu proiectiv de dimensiune n peste un corp k este definită de un polinom omogen {\displaystyle P(x_{0},x_{1},\ldots ,x_{n})} cu n + 1 necunoscute. Ca de obicei, prin „polinom omogen” se înțelege că toate monoamele din P au același grad sau, echivalent cu {\displaystyle <P(cx_{0},cx_{1},\ldots ,cx_{n})=c^{d}P(x_{0},x_{1},\ldots ,x_{n})} pentru fiecare constantă c, unde d este gradul polinomului. Punctele suprafeței sunt punctele spațiului proiectiv ale cărui coordonate proiective sunt zerourile lui P.
Dacă se alege hiperplanul cu ecuația {\displaystyle x_{0}=0} ca hiperplan de la infinit, complementul acestui hiperplan este un spațiu afin și punctele hipersuprafeței proiective care aparțin acestui spațiu afin formează o hipersuprafață afină cu ecuația {\displaystyle P(1,x_{1},\ldots ,x_{n})=0,} care definește o hipersuprafață proiectivă, numită completare proiectivă, a cărei ecuație este obținută prin omogenizarea lui p. Adică, ecuația completării proiective este {\displaystyle P(x_{0},x_{1},\ldots ,x_{n})=0,} {\displaystyle P(x_{0},x_{1},\ldots ,x_{n})=x_{0}^{d}p(x_{1}/x_{0},\ldots ,x_{n}/x_{0}),}
unde d este gradul lui P.
Aceste două procese, completarea și restricționarea la un subspațiu afin sunt inverse unul față de altul. Prin urmare, o hipersuprafață afină și completarea sa proiectivă au în esență aceleași proprietăți și sunt adesea considerate ca două puncte de vedere pentru aceeași hipersuprafață.
Totuși, se poate întâmpla ca o hipersuprafață afină să fie nesingulară, în timp ce completarea sa proiectivă are puncte singulare. În acest caz, se spune că suprafața afină este singulară la infinit. De exemplu cilindrul a cărui ecuație este
{\displaystyle x^{2}+y^{2}-1=0}
în spațiul afin tridimensional are un punct singular unic, care este la infinit, în direcția {\displaystyle x=0,\,y=0}.